# Вашка (Сопје)
Вашка је насељено место у саставу општине Сопје у Вировитичко-подравској жупанији, Република Хрватска.

## Историја
До територијалне реорганизације у Хрватској налазила се у саставу старе општине Подравска Слатина.

## Становништво
На попису становништва 2011. године, Вашка је имала 315 становника.

## Попис1991.
На попису становништва 1991. године, насељено место Вашка је имало 502 становника, следећег националног састава:
| Попис 1991.‍ | Попис 1991.‍ | Попис 1991.‍ | Попис 1991.‍ | Попис 1991.‍ |
| ----------- | ----------- | ----------- | ----------- | ----------- |
|             |             |             |             |             |
| Хрвати      | Хрвати      |             | 486         | 96,81%      |
| Југословени | Југословени |             | 4           | 0,79%       |
| Срби        | Срби        |             | 3           | 0,59%       |
| непознато   | непознато   |             | 9           | 1,79%       |
| укупно: 502 |             |             |             |             |